# Eram Sādāt
Eram Sādāt är en ort i Iran.   Den ligger i provinsen Gilan, i den nordvästra delen av landet, 270 km nordväst om huvudstaden Teheran. Antalet invånare är 233.
Terrängen runt Eram Sādāt är platt. Runt Eram Sādāt är det tätbefolkat, med 493 invånare per kvadratkilometer. Närmaste större samhälle är Bandar-e Anzalī, 18,8 km öster om Eram Sādāt. I omgivningarna runt Eram Sādāt växer i huvudsak blandskog.